# زين الدين (مقاطعة إقليد)
زين‌الدين (بالفارسية: زین‌الدین) هي قرية تقع في Sedeh District في إيران. يقدر عدد سكانها بـ 91 نسمة .